# ادوین اس پورتر
ادوین استنتون پورتر (به انگلیسی: Edwin Stanton Porter) (زاده ۲۱ آوریل ۱۸۷۰ – درگذشته ۳۰ آوریل ۱۹۴۱) کارگردان و تهیه‌کننده فیلم، فیلم‌نامه‌نویس، فیلمبردار، مخترع، برقکار آمریکایی و از بنیان‌گذاران صنعت سینما و تدوین فیلم بود.
او یکی از فیلمسازان نابغهٔ دوران اولیهٔ تاریخ سینماست که به همراه «دیوید وارک گریفیث» سعی کرد سینما را نجات دهد. اعتبار تمام نوآوری‌های سینمای قبل از ۱۹۰۸ به پورتر نسبت داده می‌شود. از جمله نخستین فیلم داستانی و اختراع تدوین.

## زندگی‌نامه
در ۲۱ آوریل ۱۸۷۰ در کونلسویل، پنسیلوانیا به دنیا آمد؛ و در ۳۰ آوریل ۱۹۴۱ در سن ۷۱ سالگی در «هتل تافت» شهر نیویورک چشم از جهان فروبست.
پورتر قبل از اینکه وارد عالم سینما شود، مدتی از راه برقکاری امرار معاش می‌کند تا اینکه خدمت سربازی اش را در نیروی دریائی انجام می‌دهد و پس از پایان خدمت در ۱۸۹۶ به عنوان فروشندهٔ فیلم و نمایش دهندهٔ آن در کارائیب به فعالیت می‌پردازد. در ۲۳ آوریل ۱۸۹۶ در نیویورک به نمایش فیلم‌های تبلیغاتی در هوای آزاد اقدام می‌کند. تا اینکه پس از مدتی با دوربین اختراعی ادیسون تجربه اندوزی کرده و سرانجام نزد توماس ادیسون به عنوان فیلمبردار شروع به کار می‌نماید و آثار اولیهٔ او فیلم‌های خبری ای ۴۰ یا ۵۰ فیتی هستند که در صحنه‌های چند دقیقه‌ای به هم متصل می‌شوند. همچنین چند مجموعه س کوتاه داستانی از جمله ("هولیگان خوشحال" - ۱۹۰۳–۱۹۰۱ را باید از آثار نخستین او به حساب آورد. "پورتر" از ۱۹۰۲ تا ۱۹۰۹ برای ادیسون در نیویورک کارگردانی می‌کند.
در ابتدا آثار پورتر، بیشتر الهام گرفته از آثار دیگران بود اما به سرعت توانست قدرت تخیل خاص خود را بروز دهد و فیلم‌هایی در خور توجه و متفاوت بسازد. فیلم «جک و درخت لوبیا» که در سال ۱۹۰۲ ساخت الهام گرفته از فیلم‌های ملی‌یس و اقتباسی از داستان محبوب بچه‌ها بود. پورتر فیلم شش دقیقه‌ای «زندگی یک آتش‌نشان آمریکایی» در سال اواخر سال ۱۹۰۲ را نیز با الهام از فیلم مشهور انگلیسی، به نام آتش (۱۹۰۲ - Fire)، ساخته جیمز ویلیامسون ساخت که در ژانویه ۱۹۰۳ به نمایش درآمد. پورتر در تهیه این فیلم از تصاویر آرشیوی استفاده کرد که در استودیوی ادیسون یافته بود. این اثر نخستین فیلم داستانی سینمای آمریکا به‌شمار می‌آید که با زمانی حدود ده دقیقه از ۷ صحنه تشکیل شده بود.
فیلم کلاسیک «سرقت بزرگ قطار» که در سال ۱۹۰۳ ساخته شد دیگر معیارهای خاص تئاتر را نداشت و سینمایی بود. در این فیلم برای نخستین بار برای نقل داستان بر پردهٔ سینما از برش استفاده شد. این فیلم هشت دقیقه‌ای دربارهٔ حملهٔ راهزنان به قطار پستی و تشکیل گروه تعقیب و نابودی راهزنان است، در این فیلم سیر منطقی داستان صحنه‌ها را به هم پیوند می‌دهد و صحنه‌ها سیر زمانی داستان را دنبال می‌کنند، در این فیلم از مونتاژ موازی (گریختن راهزنان و کشف دزدی در همان زمان و با هم به صورت کات به کات برای نخستین بار بهره گرفته شد. تدوین این فیلم وی انجام شد.
او در سال ۱۹۰۳ فیلم «کلبهٔ عمو تام» که از رمان معروف کلبه عمو تام نوشتهٔ هریت بیچر استو اقتباس شده بود را ساخت. در این فیلم برای نخستین بار در یک فیلم آمریکایی از میان‌نوشته استفاده شده بود.

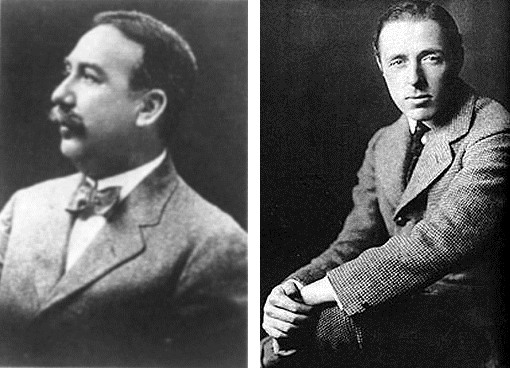
پورتر و گریفیث

در ۱۹۰۶ پورتر فیلمی به نام «رؤیای دیوسیرتی که خوراک خرگوش خورده» را ساخت و در آن از حقه‌های سینمایی نظیر خارج شدن کفش‌ها از اتاق، ناپدید شدن اثاثیه و پرواز تخت خواب در آسمان استفاده کرد و به این ترتیب نخستین آمریکایی بود که از این حقه‌ها استفاده می‌کرد.
در سال ۱۹۰۷ است که «دیوید وارک گریفیث» را با فیلم «رهایی از آشیانهٔ عقاب» به عنوان هنرپیشه معرفی می‌کند و در ۱۹۰۹ «شرکت مستقل فیلمسازی رکس» را ب، جود می‌آورد، ولی بعد از سه سال به آدولف زاکر می‌پیوندد تا برای تأسیس «شرکت بازیگران مشهور» اقدام نمایند و با شرکت «پتنت» به رقابت برخیزند.
وی سرانجام رقابت با کسانی که به تازگی به سینما وارد شده بودند، شکست خورد.
سرانجام پورتر با «مری پیکفورد» قرارداد می‌بندد و در ۱۹۱۴ برای «فیمس پله یرز» هر هفته یک فیلم می‌سازد و پس از آتش‌سوزی که در استودیوی فیلمسازی وی در ۱۱ سپتامبر ۱۹۱۵ رخ داد وی از سینما کناره می‌گیرد

## فیلم‌شناسی
| سال       | نام فیلم                                 | فیلمبردار | کارگردان |
| --------- | ---------------------------------------- | --------- | -------- |
| ۱۹۱۵      | شهر جاودانی                              |           | آری      |
|           | فروخته شده                               |           |          |
| ۱۹۱۵      | شاهزاده و گدا                            |           | آری      |
| ۱۹۱۴      | قلب‌های رها شده                           |           | آری      |
| ۱۹۱۴      | بوته آزمایش                              |           | آری      |
| ۱۹۱۴      | چنین ملکه کوچکی                          |           | آری      |
| ۱۹۱۳      | کنت مونت کریستو                          |           | آری      |
| ۱۹۱۳      | زندانی زندا                              |           | آری      |
| ۱۹۱۰      | ماجراهای آلیس در سرزمین عجائب            |           | آری      |
| ۱۹۰۸      | شیطان                                    |           |          |
| ۱۹۰۸      | نجات‌یافته از آشیانه عقاب                 | آری       |          |
| ۱۹۰۶      | زندگی یک گاوچران                         |           | آری      |
| ۱۹۰۶      | رؤیای یک خرگوش-شیطان                     | آری       | آری      |
| ۱۹۰۵      | کلاه سفیدها                              |           | آری      |
| ۱۹۰۵      | شب قبل از کریسمس                         | آری       | آری      |
| ۱۹۰۵      | دختر میلر                                |           | آری      |
| ۱۹۰۵      | ملاقات با سنت نیکلاس                     | آری       | آری      |
| ۱۹۰۴      | دستگیری سارقان بانک یگ                   | آری       | آری      |
| ۱۹۰۴      | خدمتکار پیر و فالگیر                     |           | آری      |
| ۱۹۰۴      | محکوم سابق                               | آری       | آری      |
| ۱۹۰۳      | کلبه عمو توم                             | آری       | آری      |
| ۱۹۰۳      | سرقت بزرگ قطار                           |           | آری      |
| ۱۹۰۳      | "هولیگان خوشحال" در تله                  |           |          |
| ۱۹۰۳      | ناهار نصفه کارهٔ "هولیگان خوشحال"         |           |          |
| ۱۹۰۳      | زندگی یک آتش‌نشان آمریکایی                | آری       | آری      |
| ۱۹۰۲      | "هولیگان خوشحال" دزد می‌شود               | آری       |          |
| ۱۹۰۲      | جک و لوبیای سحرآمیز                      | آری       | آری      |
| ۱۹۰۱      | سفری به دور نمایشگاه پان آمریکن در شب    | آری       | آری      |
| ۱۹۰۱      | دروغ آوریل "هولیگان خوشحال"              |           | آری      |
| ۱۹۰۱      | "هولیگان خوشحال" جا می‌خورد               |           | آری      |
| ۱۹۰۱      | تشیع جنازه پرزیدنت مک کینلی در واشینگتن  |           |          |
| ۱۹۰۱      | پرزیدنت مک کینلی و همراهان به کاخ می‌روند |           |          |
| ۱۸۹۹-۱۹۰۱ | کلمبیا برنده جام                         |           | آری      |